# Bernhard Ycart
Bernhard Ycart was een zanger en componist van rond 1500. Hij is vermoedelijk van Aragónese, Catalaanse of Brabantse komaf, maar was voornamelijk actief in Italië.
Van zijn leven is nauwelijks iets bekend, maar hij wordt aangehaald in boeken van John Hothby (Dialogus in arte música) en Gaffurius (Tractatus practicabilium proportionum). Werken van Ycart zijn opgenomen in de Codex Faenza, een verzameling middeleeuwse manuscripten. Er zijn een aantal documenten die hem in Italië plaatsen, zoals correspondentie van de paus van 27 oktober 1478; Ycart zou in een territoriale abdij leven en geestelijke zijn een bisdom rondom Basilicata. Rond 1480 stond hij op een lijst van zangers aan het zogenaamde Aragónese hof van Ferdinand I van Napels, hij zou daar dan een collega zijn geweest van Johannes Tinctorius.
Van Ycart zijn bewaard gebleven drie Magnificats, een Gloria, een Kyrie en een aantal klaagliederen (lamentationes). Ook zou hij een motet hebben geschreven en nog een werk zonder titel. Zijn Lamentationes zijn op plaat verkrijgbaar in een uitvoering van Officium Ensemble onder leiding van Wilfried Rombach. Verder wordt het lied Non toches a moy aan Ycart toegeschreven.
- Gemeinsame Normdatei: 132780992
- International Standard Name Identifier: 0000 0003 6099 7431
- Library of Congress Control Number: n82163817
- MusicBrainz: 88faa12c-6316-4716-82fc-9b2d04bfae3d
- Nationale Bibliotheek van Tsjechië: pna20191026712
- Nationale Bibliotheek van Israël: 987007348360605171
- Système universitaire de documentation: 122102568
- Virtual International Authority File: 222126217
- WorldCat: E39PBJdWXC4RjDYkKgdhMWVKVC